# جالین جونز
جالین جونز (انگلیسی: Jalen Jones؛ زادهٔ ۲۷ مهٔ ۱۹۹۳) بازیکن بسکتبال اهل ایالات متحده آمریکا است.
از باشگاه‌هایی که در آن بازی کرده‌است می‌توان به دالاس ماوریکس اشاره کرد.